# Oethman ibn Affan
Oethman ibn Affan, ook wel Othman, Uthmaan of Osman genoemd, (Arabisch: عثمان بن عفان) (Taif, ca. 577 – Medina, 656) wordt door de soennieten beschouwd als de derde kalief van het islamitisch rijk en een van de vier 'rechtgeleide kaliefen'. Oethman was een van de metgezellen en de schoonzoon van Mohammed. Na de dood van Omar ibn al-Chattab regeerde hij ruim 12 jaar over het Arabische Rijk van 644 tot 656 en is hij daarmee onder de vier rechtgeleide kaliefen de langstregerende kalief. Hij was een alim en een hafiz.
Oethman ibn Affan is een van de schrijvers die de openbaringen hebben opgetekend voor de Koran en volgens de soennitische traditie is hij een van de tien moslims waarvan getuigd werd dat zij voor het Paradijs zijn bestemd.

## Levensloop en kalifaat
Oethman werd geboren in de rijke clan van de Omajjaden van de Qoeraisj-stam in Mekka, een paar jaar na Mohammed. Hij was een rijk en succesvol zakenman. In tegenstelling tot het grootste deel van zijn bloedverwanten, bekeerde hij zich al vroeg tot de islam. Hij stond erom bekend dat hij zijn rijkdom voor liefdadigheid gebruikte. Hij was zeer goed bevriend met Aboe Bakr waardoor hij al vroeg in aanraking kwam met de islam. Op ongeveer 34-jarige leeftijd was Oethman, na Zayd (de geadopteerde zoon van Mohammed), Ali en Aboe Bakr, de vierde man die moslim werd. Oethman huwde twee dochters van Mohammed, wat hem de bijnaam Dhoen Nurayn ofwel 'Bezitter van Twee Lichten' opleverde. Tijdens het leven van Mohammed maakte hij ook deel uit van de eerste emigratie van moslims naar de stad Aksum in Ethiopië en de latere verhuizing van Mekka naar Medina.

## Militaire campagnes

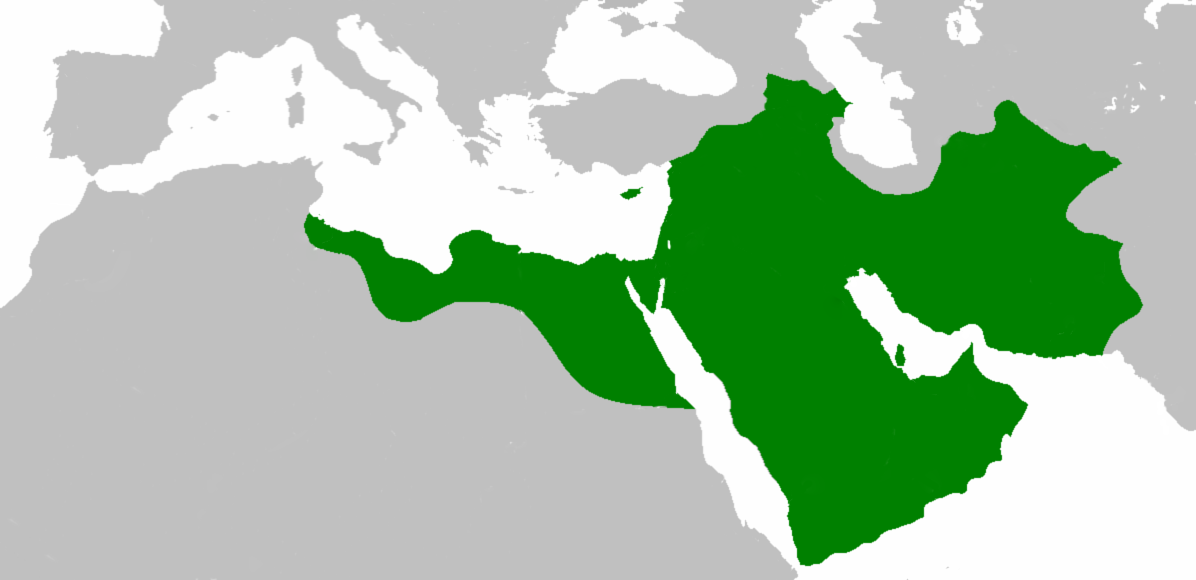
Het kalifaat in 650

Oethman zette de veroveringspolitiek van zijn voorgangers voort. In het noorden verdreef hij de laatste Sassanidische koning Yazdagird III en veroverde Iran. Hij hernieuwde de oorlogen in Armenië en Anatolië. In het zuiden consolideerde hij de verovering van Egypte en begon aan de verovering van Noord-Afrika. Hij gaf de toestemming aan generaal Moe'awija om een vloot te bouwen, om het oostelijke deel van de Middellandse Zee te controleren. In die optiek veroverde Moe'awija in 649 Cyprus. De Slag van de Masten (654 of 655) betekende het einde van de Byzantijnse navale suprematie in de baai van de Levant.

## Opstand, moord en aanloop tot de Eerste Fitna
Zijn centralistische politiek in de laatste zes jaar van zijn regering, die een einde maakte aan veel privileges van de Arabische legers in de provincies en hen dwong een deel van de geïnde belasting aan de staatskas af te staan, alsmede de beschuldiging van nepotisme ten gunste van zijn Omajjaden-familie, leidden tot rebellie tegen hem. Ook leidden de hogere inkomsten en de sterk verbeterde levensstandaard, die het gevolg was van de veroveringen en inkomsten uit de oorlogen, vaak tot onislamitische handelingen en gedragingen onder sommige moslims.
In 656 trokken uiteindelijk ca. 600 in Egypte gelegerde Arabische militairen naar Medina. Ze kwamen naar Ali ibn Aboe Talib en maakten hem duidelijk dat ze hem als kalief wilden hebben en dat zij kwamen om Oethman af te zetten. Hierop reageerde Ali woedend, waarschuwde de militairen voor het begaan van een grote zonde en zond ze weg. Zijn woorden en waarschuwing hadden geen invloed op de militairen en aangezien Ali begreep dat de militairen vastberaden waren om Oethman te doden zond hij zijn zonen Hassan en Hoessein naar het huis van Oethman om hem te beschermen. Ook enkele andere sahaba zonden hun zonen naar het huis van Oethman. De militairen vroegen Oethman om af te treden en vuurden vele pijlen richting zijn woning waardoor Hoessein door één pijl werd geraakt. Oethman weigerde om af te treden omdat hij vond dat de kalief de verantwoordelijkheid van zijn functie aan God schuldig is en in plaats van af te treden dat hij de dood prefereerde en maakte hen duidelijk dat hij aan niemand opdracht had gegeven om hem te beschermen. Hij moest hierbij denken aan de volgende woorden die Mohammed tot hem richtte; Je zult een hemd dragen en de hypocrieten zullen van jou vragen om dat hemd uit te doen. Doe dat hemd nooit uit Oethman, totdat je mij bereikt. De militairen maakten Oethman duidelijk dat zij niet terug zouden keren voordat hij af zou treden of gedood zou worden. Oethman wees hen er meerdere malen op dat het doden van een moslim in de islam alleen is toegestaan bij overspel, bewuste moord en afvalligheid en dat zij hem niet van deze dingen konden beschuldigen. Ook stond hij zijn voorstanders niet toe met de militairen oorlog te voeren omdat hij tegen het vergieten van onschuldig moslimbloed was in Medina, de stad van de Profeet. Hij wilde hiermee de eventuele fitna voorkomen. Na een korte belegering drongen drie opstandelingen uiteindelijk de eenvoudige woning van Oethman via doorboorde achtermuren binnen en de kalief werd met negen dolksteken om het leven gebracht terwijl hij de Koran las. Zijn bloed druppelde op de aya van soera De Koe 137 En indien zij geloven, zoals jij hebt geloofd, dan zijn zij juist geleid, maar indien zij zich afwenden, dan zijn zij in verzet; God zal u zeker voldoende zijn tegen hen, want Hij is de Alhorende, de Alwetende. Na Oethmans dood werd Ali door de commissie gekozen tot de vierde en laatste Rechtgeleide Kalief.
Door sommigen wordt de verkiezing van Oethman tot kalief als een usurperende manipulatie in het belang van de Omajjaden beschouwd. Dit zou zijn vergemakkelijkt doordat hij de dochters van Mohammed, Roekajja en Oem Koelthoem, had gehuwd en door zijn onbetwistbare vroomheid.
Met de dood van Oethman kwam voor de islam een einde aan de periode van politieke en religieuze eenheid en begon een tijdperk van schisma's en burgeroorlogen. De opdracht van Oethman tot het redigeren van een autoritaire (op gezag berustende) tekst van de Koran was belangrijk voor de islam, en werd algemeen aanvaard. Nadat hiervan kopieën waren vervaardigd, werd de originele brontekst van de Koran teruggegeven aan Hafsa, dochter van Omar ibn al-Chattab en een van de vrouwen van Mohammed. In totaal werden er zeven kopieën vervaardigd en naar Mekka, Syrië, Basra, Koefa, Jemen en Bahrein verstuurd. Eén exemplaar werd in de hoofdstad Medina bewaard. Om eventuele latere problemen te voorkomen stuurde kalief Oethman, met elke te verzenden kopie, een officiële reciteur van de Koran mee. Tevens gaf Oethman de opdracht om alle andere kopieën van de Koran te vernietigen omdat er door mensen in hun persoonlijke kopieën aantekeningen waren gemaakt en sommige ervan incompleet waren. Daarna werden alle nieuwe kopieën van de officiële kopie, die 'Mushaf Oethman' werd genoemd, vervaardigd. Op deze manier werd de Koran zeker gesteld van elke vorm van verandering of verlies van de tekst. Twee jaar nadat Oethman als nieuwe kalief was aangesteld, werd dit proces in het jaar 646 afgerond.
Het volgende is overgeleverd door Anas ibn Maalik:
De Profeet beklom samen met Aboe Bakr, Omar en Oethmaan de berg Oehoed waarop deze onder hen begon te beven. De Profeet zei: “Wees standvastig, O Oehoed, want niemand anders dan een Profeet, een waarheidsgetrouwe en twee martelaren staan op jou.” (al-Boechari)